# Forseti (banda)
Forseti foi um projeto de neofolk apocalíptico do músico alemão Andreas Ritter, de Jena. Para gravações de estúdio e apresentações ao vivo, ele era apoiado por outros músicos. A banda Forseti foi formada em 1997, quando Ritter comprou seu primeiro violão (para o qual ele já havia feito uma música com antecedência).
| “ | "Em 1997 eu comprei minha primeira guitarra e descobri que meu amor pela música acústica. Até então, estava claro para mim que Forseti nunca iria usar instrumentos eletrônicos, nem no estúdio nem no palco. Um arranjo puramente acústico produz muito mais calor e emoção." | ” |

Ritter tem seu próprio selo, o Grunwald.

## Discografia

### Álbuns e EPs
| Ano  | Título original | Informações e formato |
| ---- | --------------- | --------------------- |
| 1999 | Jenzig          | 10"                   |
| 2002 | Windzeit        | CD/Box                |
| 2004 | Erde            | CD                    |

### Compilações
| Ano  | Título original                          | Informações e formato |
| ---- | ---------------------------------------- | --------------------- |
| 1999 | Das Graue Corps                          | 10"                   |
| 1999 | Der Tod Im Juni                          | CD5"                  |
| 2000 | From Nowhere To Nothing                  | LP                    |
| 2000 | Lichttaufe - Der Folklore Liedschatz     | CD                    |
| 2000 | Thaglasz 6                               | CD + 8"               |
| 2000 | The Pact:…Of The Gods                    | CD                    |
| 2001 | Le Jardin Des Supplices: Eros & Thanatos | CD                    |
| 2002 | Songs For Landeric                       | 2xCD                  |
| 2002 | Tempus Arborum                           | CD                    |
| 2003 | Eisiges Licht                            | CD                    |
| 2003 | Flammenzauber III: Tonwerk Zum Festival  | CD                    |
| 2005 | Eichendorff - Liedersammlung             | CD                    |
| 2005 | Looking For Europe                       | 4xCD                  |